# Unicodeblock Vereinheitlichte Silbenzeichen kanadischer Ureinwohner, erweitert-A
Der Unicodeblock Vereinheitlichte Silbenzeichen kanadischer Ureinwohner, erweitert-A (engl. Unified Canadian Aboriginal Syllabics Extended-A, U+11AB0 bis U+11ABF) enthält zusätzliche Zeichen der kanadischen Silbenschrift, welche zum Schreiben der Sprache der Netsilik-Inuit, sowie für ältere Orthografien der Cree- und Ojibwe-Sprachen benötigt werden.

## Liste
Alle Zeichen haben die allgemeine Kategorie „anderer Buchstabe“ und die bidirektionale Klasse „von links nach rechts“.
| Unicodenummer   | Zeichen (400 %) | Offizielle Bezeichnung            | Beschreibung                             |
| --------------- | --------------- | --------------------------------- | ---------------------------------------- |
| U+11AB0 (72368) | 𑪰               | CANADIAN SYLLABICS NATTILIK HI    | Kanadisches Silbenzeichen Netsilik-Hi    |
| U+11AB1 (72369) | 𑪱               | CANADIAN SYLLABICS NATTILIK HII   | Kanadisches Silbenzeichen Netsilik-Hii   |
| U+11AB2 (72370) | 𑪲               | CANADIAN SYLLABICS NATTILIK HO    | Kanadisches Silbenzeichen Netsilik-Ho    |
| U+11AB3 (72371) | 𑪳               | CANADIAN SYLLABICS NATTILIK HOO   | Kanadisches Silbenzeichen Netsilik-Hoo   |
| U+11AB4 (72372) | 𑪴               | CANADIAN SYLLABICS NATTILIK HA    | Kanadisches Silbenzeichen Netsilik-Ha    |
| U+11AB5 (72373) | 𑪵               | CANADIAN SYLLABICS NATTILIK HAA   | Kanadisches Silbenzeichen Netsilik-Haa   |
| U+11AB6 (72374) | 𑪶               | CANADIAN SYLLABICS NATTILIK SHRI  | Kanadisches Silbenzeichen Netsilik-Shri  |
| U+11AB7 (72375) | 𑪷               | CANADIAN SYLLABICS NATTILIK SHRII | Kanadisches Silbenzeichen Netsilik-Shrii |
| U+11AB8 (72376) | 𑪸               | CANADIAN SYLLABICS NATTILIK SHRO  | Kanadisches Silbenzeichen Netsilik-Shro  |
| U+11AB9 (72377) | 𑪹               | CANADIAN SYLLABICS NATTILIK SHROO | Kanadisches Silbenzeichen Netsilik-Shroo |
| U+11ABA (72378) | 𑪺               | CANADIAN SYLLABICS NATTILIK SHRA  | Kanadisches Silbenzeichen Netsilik-Shra  |
| U+11ABB (72379) | 𑪻               | CANADIAN SYLLABICS NATTILIK SHRAA | Kanadisches Silbenzeichen Netsilik-Shraa |
| U+11ABC (72380) | 𑪼               | CANADIAN SYLLABICS SPE            | Kanadisches Silbenzeichen Spe            |
| U+11ABD (72381) | 𑪽               | CANADIAN SYLLABICS SPI            | Kanadisches Silbenzeichen Spi            |
| U+11ABE (72382) | 𑪾               | CANADIAN SYLLABICS SPO            | Kanadisches Silbenzeichen Spo            |
| U+11ABF (72383) | 𑪿               | CANADIAN SYLLABICS SPA            | Kanadisches Silbenzeichen Spa            |